# Махно Олександр Іванович
Олександр Іванович Махно (15 березня 1919, село Павловка, тепер Калачинського району Омської області, Російська Федерація — ?) — радянський діяч, директор МТС «20 лет Октября» Панфіловського району Фрунзенської області Киргизької РСР. Депутат Верховної ради СРСР 4-го скликання.

## Життєпис
Народився в родині робітника-кравця. У 1938 році закінчив середню школу.
З жовтня 1939 по 1946 рік — у Червоній армії, учасник радянсько-японської війни. Служив у 312-му стрілецькому полку 26-ї стрілецької дивізії та в 78-му окремому кулеметному батальйоні 105-го Гродеківського укріпленого району Приморського краю.
Член ВКП(б) з 1946 року.
У 1952 році закінчив Киргизький державний сільськогосподарський інститут, здобув спеціальність вченого-агронома.
У 1952—1953 роках — головний агроном Кантського районного відділу сільського господарства Фрунзенської області Киргизької РСР; головний агроном Покровської машинно-тракторної станції (МТС) Киргизької РСР.
З березня 1953 року — директор машинно-тракторної станції «20 лет Октября» Панфіловського району Фрунзенської області.
Подальша доля невідома.

## Звання
- старший лейтенант

## Нагороди
- орден Вітчизняної війни ІІ ст. (6.04.1985)
- медаль «За перемогу над Японією»
- медалі